# Piero Sicoli
Piero Sicoli é um astrônomo italiano e prolífico descobridor de asteroides e planetóides.
O asteroide 7866 Sicoli foi assim nomeado em sua homenagem.